# Dubeczno
Dubeczno (prononciation [duˈbɛt͡ʂnɔ]) est une localité de la gmina de Hańsk, du powiat de Włodawa, dans la voïvodie de Lublin, située dans l'est de la Pologne.
Elle se situe à environ 3 kilomètres au nord-est de Hańsk (siège de la gmina), 17 kilomètres au sud-ouest de Włodawa (siège du powiat) et 63 kilomètres à l'est de Lublin (capitale de la voïvodie).
La localité comptait une population de 1 082 habitants en 2009.

## Administration
De 1975 à 1998, la localité est attachée administrativement à l'ancienne voïvodie de Chełm.

Depuis 1999, elle fait partie de la nouvelle voïvodie de Lublin.